# Robert Hildprandt
Robert svobodný pán Hildprandt z Ottenhausenu (německy Robert Hildprandt Freiherr von und zu Ottenhausen; 13. června 1824 Blatná – 30. března 1889 Praha-Nové Město), byl rakouský a český šlechtic z rodu Hildprandtů z Ottenhausenu a politik, v 2. polovině 19. století poslanec Říšské rady.

## Biografie
Patřily mu statky Blatná a Škvořetice. Od mládí se zajímal o zemědělské hospodaření, podnikl četné studijní cesty do zahraničí. Roku 1849 převzal po smrti obou rodičů správu panství. Působil jako velkostatkář v Blatné, kde se roku 1877 stal členem okresního výboru. Působil dlouhodobě jako okresní starosta v Blatné. Do funkce byl zvolen roku 1865. Po opětovném zvolení roku 1869 nebyl ovšem ve funkci potvrzen císařem. Do funkce se vrátil v letech 1880–1888. Byl prezidentem hospodářského spolku Píseckého kraje a členem správní rady České banky dobytek vzájemně pojišťující. V roce 1879 se stal členem zemské zemědělské rady. V jejím výboru zasedal až do své smrti. Zasazoval se o zvýšení kvality hospodářských škol v Čechách. Spoluzakládal hospodářskou školu v Písku. Byl dlouholetým členem Vlastenecké hospodářské společnosti pro království České. Zastával funkci ředitele Hypoteční banky v Praze.
Od mládí byl veřejně a politiky aktivní. Již v roce 1848 se svým postojem k českému státnímu právu dostal do pozornosti Karla Havlíčka Borovského. Účastnil se Slovanského sjezdu v Praze. Bojoval na barikádách a po porážce povstání se uchýlil zpět do Blatné.
V zemských volbách v lednu 1867 byl zvolen na Český zemský sněm za kurii velkostatkářskou, nesvěřenecké velkostatky. Do sněmu se vrátil v zemských volbách roku 1870. Opětovně na sněm usedl po zemských volbách roku 1883. Zastupoval Stranu konzervativního velkostatku, která podporovala český národní a federalistický program. Náležel mezi její hlavní politiky.
Zemský sněm ho roku 1871 zvolil i do Říšské rady (celostátní parlament, volený nepřímo zemskými sněmy). Na práci parlamentu se ovšem nepodílel a jeho mandát byl 23. února 1872 prohlášen pro absenci za zaniklý. Od roku 1885 byl doživotním členem Panské sněmovny (jmenovaná horní komora Říšské rady). Zemřel po delší chorobě v březnu 1889 na ochrnutí plic.

## Rodina
V lednu roku 1857 se v Náměšti nad Oslavou oženil s hraběnkou Augustou Haugvicovou z Malé Obiše (1835–1919). Z manželství vzešly tři děti:
- 1. Karolina (23. 7. 1858 Roztoky – 23. 12. 1938 Drážďany)[8]
  - ⚭ 1878 hrabě Werner von Blumenthal (23. 9. 1847 Janiewice – 9. 4. 1928 Drážďany)[7]
- 2. Marie Bertha (9. 12. 1860 Blatná – 31. 10. 1914 Vídeň)[8]
  - ⚭ 1883 svobodný pán August von Koller (4. 11. 1856 Wels – 23. 10. 1908 Vídeň)[12]
- 3. Ferdinand Karel (23. 3. 1863 Blatná – 12. 1. 1936 tamtéž)[8]
  - ⚭ 1892 hraběnka Josefina z Thun-Hohensteinu (14. 3. 1872 Český Dub – 9. 6. 1939 Blatná)[13]